# 悲兮魔兽
《悲兮魔兽》（Behemoth） 是2015年一部由赵亮执导的中国环保题材的纪录片，入选第72届威尼斯影展主竞赛单元，为本届威尼斯影展主竞赛单元中唯一一部亚洲电影。这也是首部入围威尼斯主竞赛单元的亚洲纪录片。

## 剧情
本片紀錄了“內蒙古能源產業鏈中一系列工人的勞動和鄂爾多斯的泡沫經濟縮影，折射出中國經濟高速發展帶來的矛盾問題，展現人類行為的荒誕。”

## 创作
影片中有许多唯美风景的镜头，引发观众对昔日天堂般自然美景的怀念。导演赵亮谈及创作初衷时表示“我的愿景是借由此片，引起更多来自不同国家地区的人们对于这些问题的讨论和审视，并且在全球范围内倡导人们更多地尊重与倾听来自大自然的发声。”

## 禁映
本片因揭露内蒙古矿场尘肺病黑幕，内蒙古地方政府认为影响政绩而向广电总局施压并要求禁止放映。使得该片仅在北京小规模放映。